# Henry FitzRoy, 1. Duke of Grafton
Henry FitzRoy, 1. Duke of Grafton KG, geboren als Henry Palmer, (* 20. September 1663 in London; † 7. Oktober 1690 in Cork) war ein englischer Adliger.

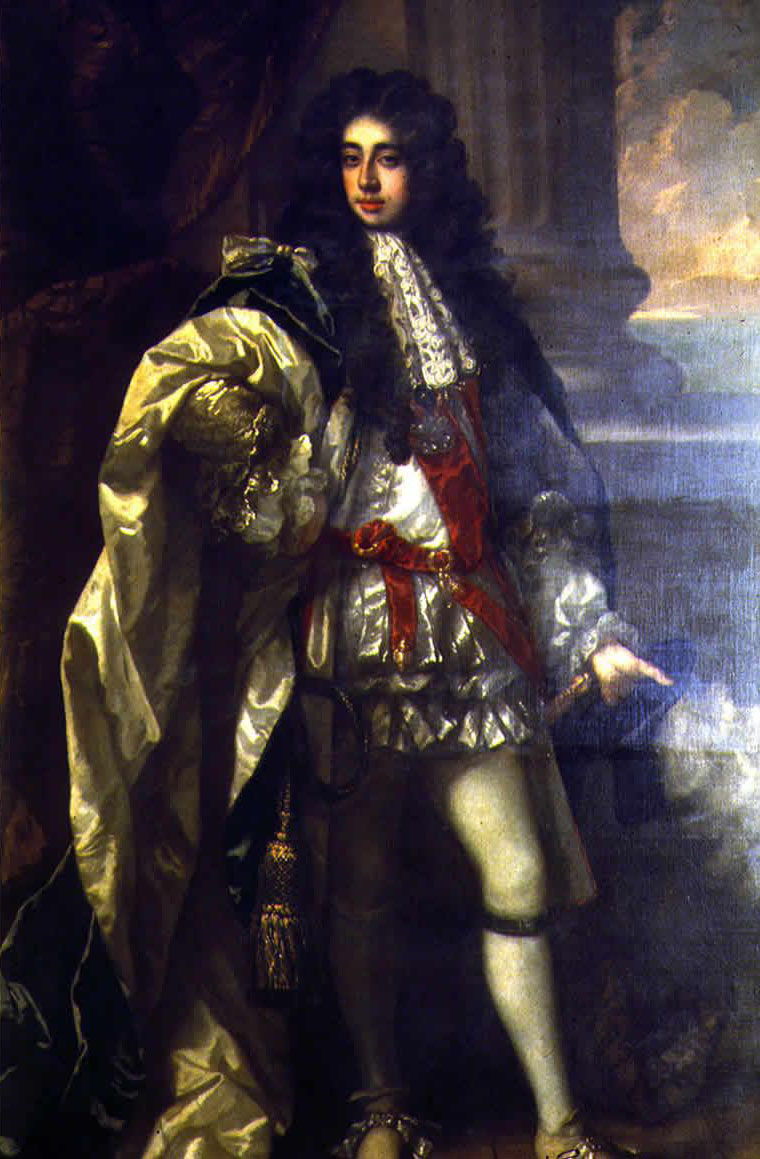
Henry FitzRoy, 1. Duke of Grafton

Henry Palmer war der Sohn von König Karl II. und dessen Mätresse Barbara Palmer, geborene Villiers, der späteren Duchess of Cleveland. Er galt zunächst als Sohn des Gatten seiner Mutter, Roger Palmer, 1. Earl of Castlemaine, wurde aber 1672 von seinem Vater anerkannt, fortan Henry FitzRoy genannt und zum Earl of Euston, Viscount Ipswich und Baron Sudbury erhoben. 1675 wurde er ihm zudem der Titel Duke of Grafton verliehen.
1672 heiratete er Lady Isabella Bennet, die einzige Tochter und Titelerbin des Henry Bennet, 1. Earl of Arlington. Das Ehepaar hatte einen Sohn, Charles FitzRoy, 2. Duke of Grafton.
1680 wurde er als Knight Companion in den Hosenbandorden aufgenommen. In die Royal Navy eingetreten, wurde er 1683 zum Vize-Admiral von England ernannt. Nach der Thronbesteigung Jakobs II. 1685, bei der er als Lord High Constable fungierte, verhielt sich FitzRoy trotz der Begünstigung von Katholiken in Armee und Marine durch Jakob II., mit der FitzRoy nicht einverstanden war, loyal zum neuen König. Er befehligte dessen Truppen im Südwesten Englands während der Rebellion von James Scott, 1. Duke of Monmouth.
Als Jakob II. allerdings 1688 den Posten des Vize-Admirals abschaffte und George Legge, 1. Baron Dartmouth, als Befehlshaber der Flotte einsetzte, die England gegen die erwartete Invasion durch Wilhelm von Oranien verteidigen sollte, lief FitzRoy am 24. November 1688 mit John Churchill, dem späteren Duke of Marlborough zu Wilhelm über. 1690 nahm er an der Expedition Marlboroughs nach Irland teil und fiel beim Sturm auf Cork am 7. Oktober 1690.